# Masalia dangilensis
Masalia dangilensis är en fjärilsart som beskrevs av Roland Lee Seymour 1972. Masalia dangilensis ingår i släktet Masalia och familjen nattflyn. Inga underarter finns listade i Catalogue of Life.